# Saint-Mamert
Saint-Mamert era una comuna francesa situada en el departamento del Ródano, de la región de Auvernia-Ródano-Alpes, que el 1 de enero de 2019 pasó a ser una comuna delegada de la comuna nueva de Deux-Grosnes.

## Geografía
Saint-Mamert está situada en el norte del departamento, en la región de Beaujolais, a 35 km al noroeste de Villefranche-sur-Saône.

## Demografía
| 85 | 74 | 73 | 69 | 60 | 59 | 65 | 67 |
| Para los censos de 1962 a 1999 la población legal corresponde a la población sin duplicidades (Fuente: INSEE [Consultar]) |    |    |    |    |    |    |    |